# 法拉利翁森蒂內拉島

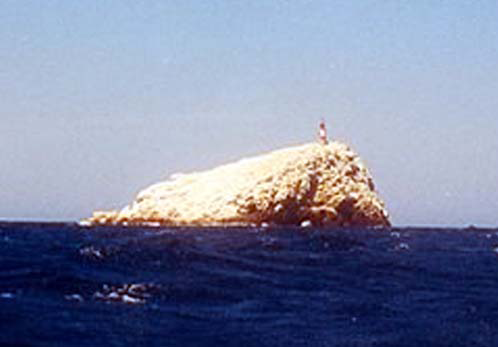

法拉利翁森蒂內拉島是委內瑞拉的島嶼，位於加勒比海，屬於背風安的列斯群島一部分，由米蘭達州負責管轄，面積0.5公畝，最高點海拔高度28米，該島有一座燈塔，島上無人居住。